# Bare (Novi Pazar)
Bare (em cirílico: Баре) é uma vila da Sérvia localizada no município de Novi Pazar, pertencente ao distrito de Réscia, na região de Stari Vlah, Ráscia e Sanjaco. A sua população era de 42 habitantes segundo o censo de 2011.

## Demografia
| 1948 | 1953 | 1961 | 1971 | 1981 | 1991 | 2002 | 2011 |
| ---- | ---- | ---- | ---- | ---- | ---- | ---- | ---- |
| 124  | 145  | 168  | 164  | 126  | 71   | 36   | 42   |